# Pristimantis illotus
Pristimantis illotus är en groddjursart som först beskrevs av Lynch och William Edward Duellman 1997.  Pristimantis illotus ingår i släktet Pristimantis och familjen Strabomantidae. IUCN kategoriserar arten globalt som nära hotad. Inga underarter finns listade i Catalogue of Life.